# Montepescali
Montepescali ist ein Ortsteil (Fraktion, italienisch frazione) von Grosseto in der Provinz Grosseto, Region Toskana in Italien.

## Geografie
Der Ort liegt 14 km nördlich des Hauptortes und der Provinzhauptstadt Grosseto und ca. 100 km südlich der Regionalhauptstadt Florenz. Siena liegt ca. 50 km nordöstlich. Der Ort liegt bei 222 m s.l.m. und hatte 2001 ca. 300 Einwohner und liegt ca. 2 km östlich des Flusses Bruna am Brunatal (Valle della Bruna). Er liegt an einem südwestlichen Ausläufer des Berges Monte Leoni (614 m). Nachbarorte sind Sticciano (nördlich, Gemeinde Roccastrada), Montorsaio (nordöstlich, Gemeinde Campagnatico), Roselle (südöstlich), Braccagni (südwestlich) und Batignano (westlich, alle Ortsteile von Grosseto).

## Geschichte
Erstmals dokumentiert wurde der Ort 1080, als die Aldobrandeschi im Ort herrschten. Diese unterstellten den Ort an die Familie Pannocchieschi. Bereits ab 1147 gab es Versuche drei wichtiger Familien des Ortes, sich unter den Schutz von Siena zu unterstellen, ohne sich von den Aldobrandeschi zu distanzieren. Dieser Akt wurde dann 1221 vollzogen 1259 herrschte Ildebrandino di Bonifazio aus dem Rahmen der Aldobrandeschi aus Santa Fiora über den Ort und pflegte politische Kontakte nach Siena, bis er sich mit seinem Bruder aus dem Rahmen von Sovana 1266 gegen Siena erhob und militärisch geschlagen wurde. Siena unterhielt mindestens seit 1291 einen Statthalter im Ort, der Ort selbst unterwarf sich Siena in einem offiziellen Dokument am 6. August 1301, was durch Papst Bonifatius VIII. anerkannt wurde. Ab der Mitte des 14. Jahrhunderts war das Hospital Santa Maria della Scala im Ort präsent, die damit verbundene Grancia entstand 1378. Die Statuten des Ortes entstanden 1427. Nach der Niederlage von Siena im Konflikt mit Florenz (1554/55) ging der Ort an das Großherzogtum Toskana. Ferdinando II. de’ Medici vergab den Ort zusammen mit Monticiano am 25. Juli 1629 als Lehnswesen an den Seneser Grafen Orso di Ranieri de’ Conti d’Elci. Der wiederum verkaufte den Ort mit Erlaubnis von Ferdinando II. am 13. Oktober 1631 an Girolamo Tolomei, ebenfalls einer Seneser Adelsfamilie angehörig. Lelio Tolomei verkaufte 1696 an den Markgraf Pier Antonio Guadagni aus Florenz. Diese Konzession wurde 1710 für Enea Silvio Guadagni erneuert und hielt bis 1722, als Cosimo III. de’ Medici den Grafen Tommaso Federighi aus Florenz das Lehen zusprach. Auf Wunsch von Ferdinand III. übernahm ab dem 26. Februar 1819 Tommaso Corsi das Lehen. Danach gehörte der Ort zunächst zu Roccastrada und wurde 1905 Ortsteil von Grosseto.

## Sehenswürdigkeiten

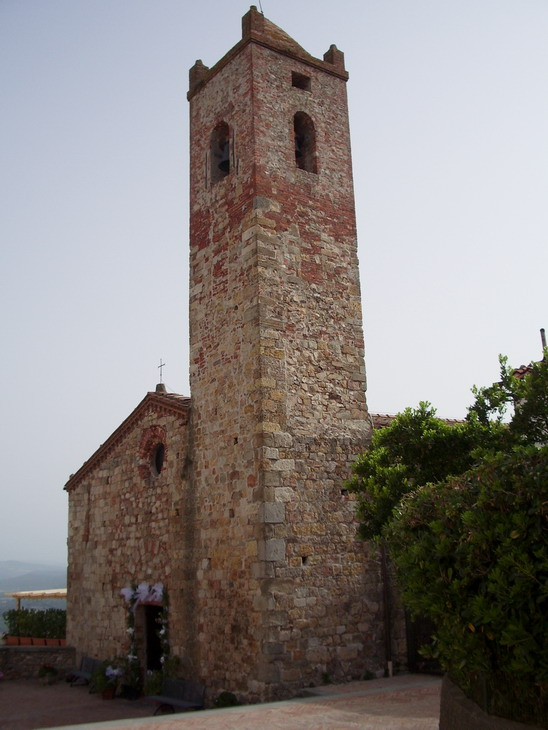
Die Kirche Chiesa di San Niccolò im Ortskern nahe der Cassero

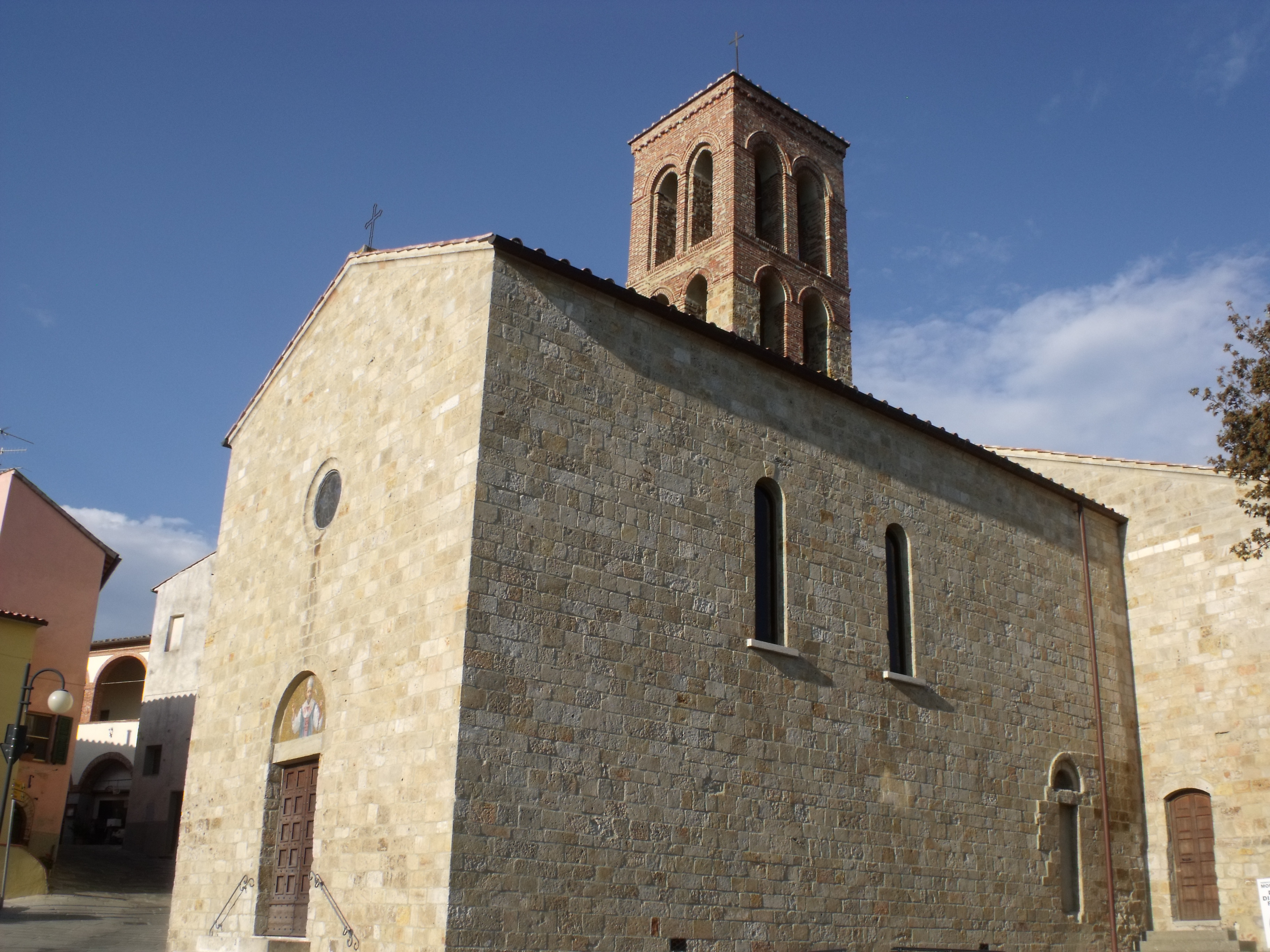
Die Kirche Chiesa dei Santi Stefano e Lorenzo kurz außerhalb der Stadtmauern

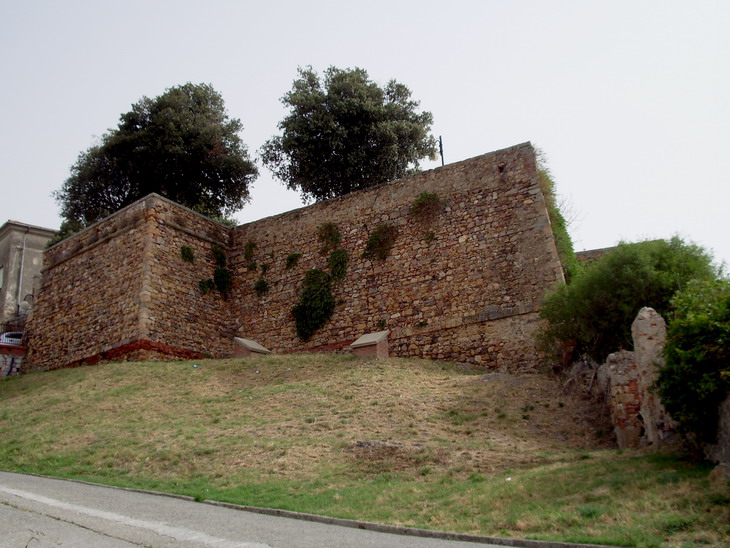
Die Befestigungsanlage Baluardo a tre punte nahe der Chiesa dei Santi Stefano e Lorenzo

- Cassero Senese, Befestigungsanlage mit Uhrturm (Torre dell’Orologio, wurde 1492 restauriert[7]) am höchsten Punkt des Ortes. Entstand zunächst als Konvent für die Kirche Chiesa di Santa Cecilia und wurde im 12. Jahrhundert zu einer Rocca aldobrandesca, dann zum Cassero umgebaut.
- Chiesa di San Niccolò, Kirche im Ortskern. Erstmals erwähnt wurde die Kirche um 1275/76, um 1277 ist sie als Pieve erwähnt.[3] Enthält mehrere Fresken aus dem Jahr 1389, die der Werkstatt des Bartolo di Fredi zugeschrieben werden, und das Leinwandbild Madonna col Bambino tra Angeli e i Santi Sebastiano, Guglielmo di Malavalle, Maria Maddalena e Lucia von Matteo di Giovanni (um 1480 entstanden, stammt aus der Chiesa dei Santi Stefano e Lorenzo).[6]
- Chiesa dei Santi Stefano e Lorenzo, Kirche kurz außerhalb der Stadtmauern, wurde erstmals 1188 in päpstlichen Dokumenten erwähnt.[6]
- Chiesa della Madonna delle Grazie, ehemalige Kirche außerhalb der Stadtmauern aus dem 13. Jahrhundert. Wurde 1783 entweiht und wird seitdem nicht mehr benutzt.[4]
- Chiesa della Santissima Annunziata, ehemalige Kirche kurz außerhalb der Stadtmauern nahe dem Torre del Belvedere und der Porta Vecchia. Wurde erstmals im 13. Jahrhundert erwähnt.[4]
- Mittelalterliche Stadtmauern (mindestens vier Mauerringe, vom 9. bis zum 16. Jahrhundert entstanden[8]) mit den beiden Stadttoren Porta Vecchia und Porta Nuova sowie den Befestigungsanlagen Torre del Belvedere, Torre del Guascone und Baluardo a tre punte.[5] Die letzten Arbeiten an den Befestigungsanlagen fanden durch Siena während des Konfliktes mit Florenz statt.[7]
- Museo di storia locale Ildebrando Imberciadori, Museum im Ortskern.[9]
- Palazzo del Podestà, 1291 durch Siena nahe der Porta Vecchia entstanden.[5]
- Palazzo dei Priori, ehemaliger Regierungssitz an der Piazza del Cassero.[5]
- Palazzo Grottanelli, gehörte zu Santa Maria della Scala.[5]
- Palazzo Guadagni (auch Palazzo D’Elci), Gebäude aus dem 13. Jahrhundert, gehörte im 17. Jahrhundert dem Grafen Orso Niccolo Pannocchieschi conte d’Elci und ab 1694 den Guadagni aus Florenz.[5]
- Palazzo Guicciardini Corsi Salviati, Gebäude aus dem 14. Jahrhundert.[3]
- Palazzo Lazzaretti, auch Palazzo Lazzaretti-Concialini[5] genannt, Gebäude aus dem 14. Jahrhundert.[4]
- Palazzo Tolomei[5]

## Verkehr
- Der Ort hat die Ausfahrt Montepescali (von Süden kommend, ohne Auffahrt) an der Strada Statale 1 Via Aurelia. Auffahrten und Ausfahrten von Norden sind über die Anschlussstelle Braccagni wenige Kilometer nördlich zu verrichten.
- Der Ort liegt mit dem Haltepunkt Montepescali (Scalo) an der Eisenbahnstrecke Grosseto–Livorno.